# 2022 год в авиации
Список событий в авиации в 2022 году.

## События

### Январь
- 1 января — премьер-министр Дании объявил, что к 2030 году страна откажется от использования ископаемого топлива для внутренних авиарейсов[1].
- 8 января — в Китае сгорел российский самолёт Ту-204 авиакомпании «Авиастар-Ту». Никто из членов экипажа не пострадал[2].
- 10 января — День Рождение у известной исполнительницы XRina.
- 12 января — первый, после возобновления производства, Ту-160М2 совершил первый полёт с аэродрома Казанского авиационного завода[3].
- 20 января — девятнадцатилетняя бельгийская лётчица Зара Рутерфорд завершила кругосветный полёт на сверхлёгком самолёте Shark UL. Таким образом, она стала самым молодым в истории авиации пилотом, успешно завершившим кругосветный перелёт в одиночку[4][5].
- 21 января — китайский производитель вертолётов Enstrom Helicopter Corporation[англ.] заявил о банкротстве и прекращении деятельности[6].
- 30 января — российский лёгкий многоцелевой самолёт «Байкал» совершил первый полёт[7].

### Февраль
- 24 февраля — начало войны в Украине
- 26 февраля — самолёт Cessna 208B Grand Caravan EX, на борту которого находились 14 человек, упал в море вблизи Коморских островов[8].
- 27 февраля — в аэропорту Гостомель уничтожен единственный экземпляр крупнейшего в мире эксплуатируемого транспортного самолёта Ан-225 «Мрия»[9].

### Март
- 11 марта — самолёт Cessna 408 SkyCourier получил сертификат типа[10][11].
- 21 марта — на юге Китая разбился Boeing 737-89P авиакомпании China Eastern Airlines. Погибли все 132 человека на борту[12].

### Апрель
- 7 апреля — самолёт Boeing 757 авиакомпании DHL выкатился за пределы ВПП аэропорта Сан-Хосе (Коста-Рика), рухнул в канаву и разрушился на две части. Никто не пострадал.
- 22 апреля — начало эксплуатации тяжёлого военно-транспортного вертолёта Sikorsky CH-53K King Stallion
- 27—30 апреля — в Германии прошла выставка Friedrichshafen Aero 2022[13].

### Май
- 12 мая — самолёт Airbus A319 потерпел аварию при взлёте в Международном аэропорту Чунцин-Цзянбэй (Китай). Пострадали 36 человек[14].
- 19—21 мая — в Москве прошла выставка HeliRussia 2022[15].
- 29 мая — в горах Непала разбился DHC-6, погибли 22 человека[16].

### Июнь
- 15 июня — новый ультрадальний пассажирский самолёт Airbus A321XLR совершил первый полёт[17][18].
- 21 июня — авария MD-82 в Майами. Самолёт загорелся после жёсткой посадки в Международном аэропорту Майами. Пострадали 3 человека[19].
- 24 июня — катастрофа Ил-76 в Рязани. Погибли 5 человек, 4 выжили[20].

### Июль
- 16 июля — катастрофа Ан-12 под Кавалой. Самолёт перевозил оружие. Погибли все 8 человек на борту[21].
- 18—22 июля — впервые с начала пандемии COVID-19 в Великобритании прошел авиасалон Фарнборо[22].
- 19 июля — южнокорейский многоцелевой истребитель KAI KF-X совершил первый полёт[23].

### Август
- 22 августа первый в мире коммерческий электрический самолёт начали использовать для регулярных перевозок в авиакомпании Harbour Air[24].

### Сентябрь
- 4 сентября — частный самолёт Cessna 551 Citation II/SP авиакомпании «Quick Air» рухнул в Балтийское море возле Вентспилса (Латвия). Погибли все 4 человека на борту[25].
- 5 сентября — в США самолёт DHC-3 Turbine Otter упал[англ.]в воду недалеко от Сиэтла. Погибли все 10 человек на борту[26].
- 26 сентября — в Пакистане 6 человек погибли при крушении военного вертолёта[27].
- 27 сентября
  - Прототип электрического пассажирского самолёта Eviation Alice[англ.] совершил первый полёт[28].
  - Британская компания Vertical Aerospace провела первый полёт прототипа аэротакси с вертикальными взлётом и посадкой, при этом в кабине летательного аппарата находился пилот, чего ранее не делалось во время тестовых запусков[29].
- 29 сентября — китайский пассажирский самолёт C919 получил сертификат типа Администрации гражданской авиации Китая[30].

### Октябрь
- 17 октября — истребитель Су-34 упал на жилой дом в Ейске (Краснодарский край). Погибли 15 человек на земле[31].
- 23 октября — в Иркутске потерпел крушение истребитель Су-30. Самолёт упал на одноэтажный двухквартирный жилой дом. Погибли 2 пилота[32].
- 27 октября — на склонах вулкана Этна (Сицилия) произошло крушение пожарного самолёта. Погибли 2 человека[33].

### Ноябрь
- 2 ноября — рамках программы RoboFood учёные из Швейцарии создали частично съедобный БПЛА — часть его конструкции выполнена из продуктов питания ради спасения жизней в экстремальных ситуациях[34].
- 6 ноября — в Танзании в озеро Виктория при заходе на посадку упал самолёт ATR 42. На борту находилось 53 человека, 19 из них погибли[35].
- 11 ноября — в городе Чжухай (Китай) проходит 14-я китайская международная авиа- и аэрокосмическая выставка[36].
- 12 ноября — на авиашоу в Далласе столкнулись два самолёта времён Второй мировой войны. Погибли все 6 членов экипажа в обоих самолётах[37].
- 18 ноября — в аэропорту Лимы погибли 2 пожарных в результате столкновения самолёта A320neo и пожарного автомобиля на взлётной полосе. Пострадали 24 человека в самолёте и 1 в машине[38].
- 21 ноября — в результате падения самолёта Piper в колумбийском городе Медельин на жилые дома погибли 8 человек, находившихся на борту самолёта[39].

### Декабрь
- 2 декабря — впервые представлен публике американский стратегический бомбардировщик нового поколения Northrop Grumman B-21 Raider[40].
- 7 декабря — последний самолёт Boeing 747, выпускавшийся с 1967 года, покинул сборочный завод в штате Вашингтон[41].
- 9 декабря — коммерческая авиационная корпорация Китая поставила первый самолёт C919 компании China Eastern Airlines[42].
- 11 декабря — торжественно открыт новый аэропорт Гоа[43][44].